# Franco Battaini
Franco Battaini (Brescia, 22 luglio 1972) è un pilota motociclistico italiano.

## Carriera
I primi risultati di Battaini in competizioni di rilievo arrivano nel 1993, quando conclude al 4º posto il campionato Italiano Sport Production 125 under 21 a bordo di una Cagiva Mito. L'anno successivo è secondo e gli ottimi risultati lo convincono a passare al campionato Italiano Velocità e, contemporaneamente, al campionato Europeo.
Nel 1996 abbandona le 125 per le 250, giungendo 3º nel campionato italiano e nel campionato europeo di categoria, debuttando inoltre come wild-card nel motomondiale nella classe 250. Passato stabilmente nel mondiale, corre le stagioni 1997 e 1998 con la Yamaha TZ 250 del team Edo Racing.
Nel 1999 fonda una squadra di sua proprietà il team Battaini Racing, con la quale corre passando ad una Aprilia RSW 250, moto che lo accompagna per quasi tutta la sua carriera. A fine stagione chiude 8º ma ha all'attivo due podi e una pole position. Si conferma all'ottavo posto nella generale anche l'anno successivo.
Le stagioni migliori di Battaini sono quelle del 2002 corso con il team Imola Circuit Exalt Cycle Racing e del 2003 corso con il team Campetella Racing, quando chiude il mondiale 250 al 6º posto con 3 pole e 5 podi complessivi.
Nel 2005 passa in MotoGP dove corre con una Blata del team WCM, lasciando il team Campetella Racing dove ha corso nelle ultime due stagioni. I risultati a fine stagione lo vedono raccogliere 7 punti. Cade inoltre a Donington sul bagnato, quando era dodicesimo a pochi giri dal traguardo.
Nel 2006, dopo aver iniziato la stagione nel campionato mondiale Superbike a bordo di una Kawasaki ZX10R del team Kawasaki Bertocchi, con la quale corre 8 gare senza mai andare a punti, decide di chiudere l'annata tornando a gareggiare nella classe 250 del motomondiale 2006, ritornando a correre con il team Campetella e con moto della casa di Noale.
Dal 2007 al 2009 è stato impegnato nel campionato Italiano Supersport con una Yamaha R6 con la quale è giunto rispettivamente 18º nel 2007, 5º nel 2008 e 4º nel 2009 (con una vittoria), anno in cui ha preso parte come wild-card al round di Monza del mondiale Supersport, finendo la gara in zona punti.
A partire dal 2010 è collaudatore ufficiale del team Ducati Corse per quel che concerne i test di sviluppo della Desmosedici per la MotoGP. Continuando il suo ruolo di collaudatore, nel 2012 partecipa al GP di Germania con la Ducati Desmosedici del team Cardion AB Motoracing in sostituzione dell'infortunato Karel Abraham.

## Risultati in gara

### Motomondiale
| 1996 | Classe | Moto            |  |  |  |  |    |  |  |  |  |  |  |    |     |  |  |  |  |  | Punti | Pos. |
| ---- | ------ | --------------- |  |  |  |  | -- |  |  |  |  |  |  | -- | --- |  |  |  |  |  | ----- | ---- |
| 1996 | 250    | Aprilia e Honda |  |  |  |  | 23 |  |  |  |  |  |  | 19 | Rit |  |  |  |  |  | 0     |      |

| 1997 | Classe | Moto   |    |    |    |    |    |    |    |    |    |  |    |    |    |    |    |  |  |  | Punti | Pos. |
| ---- | ------ | ------ | -- | -- | -- | -- | -- | -- | -- | -- | -- |  | -- | -- | -- | -- | -- |  |  |  | ----- | ---- |
| 1997 | 250    | Yamaha | 13 | 21 | 14 | 13 | 14 | 12 | 11 | 11 | 11 |  | 11 | 15 | 15 | 12 | 12 |  |  |  | 44    | 14º  |

| 1998 | Classe | Moto   |     |     |    |    |    |    |  |  |  |    |    |   |     |   |  |  |  |  | Punti | Pos. |
| ---- | ------ | ------ | --- | --- | -- | -- | -- | -- |  |  |  | -- | -- | - | --- | - |  |  |  |  | ----- | ---- |
| 1998 | 250    | Yamaha | Rit | Rit | 12 | 11 | 11 | NP |  |  |  | 13 | 13 | 9 | Rit | 9 |  |  |  |  | 34    | 18º  |

| 1999 | Classe | Moto    |     |   |   |   |   |   |   |     |     |    |   |   |   |    |     |     |  |  | Punti | Pos. |
| ---- | ------ | ------- | --- | - | - | - | - | - | - | --- | --- | -- | - | - | - | -- | --- | --- |  |  | ----- | ---- |
| 1999 | 250    | Aprilia | Rit | 4 | 4 | 6 | 6 | 3 | 7 | Rit | Rit | 10 | 6 | 2 | 8 | 10 | Rit | Rit |  |  | 121   | 8º   |

| 2000 | Classe | Moto    |   |    |   |    |    |   |   |    |     |   |   |    |   |   |     |    |  |  | Punti | Pos. |
| ---- | ------ | ------- | - | -- | - | -- | -- | - | - | -- | --- | - | - | -- | - | - | --- | -- |  |  | ----- | ---- |
| 2000 | 250    | Aprilia | 6 | 13 | 7 | 10 | 11 | 5 | 5 | 20 | Rit | 7 | 7 | 12 | 6 | 7 | Rit | NP |  |  | 96    | 8º   |

| 2001 | Classe | Moto    |   |    |   |    |     |    |   |    |   |    |   |    |   |     |   |    |  |  | Punti | Pos. |
| ---- | ------ | ------- | - | -- | - | -- | --- | -- | - | -- | - | -- | - | -- | - | --- | - | -- |  |  | ----- | ---- |
| 2001 | 250    | Aprilia | 7 | 20 | 9 | 13 | Rit | 20 | 5 | 13 | 9 | 14 | 9 | 14 | 8 | Rit | 6 | 10 |  |  | 75    | 10º  |

| 2002 | Classe | Moto    |    |   |   |     |   |   |   |   |   |     |     |   |   |   |   |   |  |  | Punti | Pos. |
| ---- | ------ | ------- | -- | - | - | --- | - | - | - | - | - | --- | --- | - | - | - | - | - |  |  | ----- | ---- |
| 2002 | 250    | Aprilia | 10 | 2 | 4 | Rit | 6 | 5 | 9 | 4 | 8 | Rit | Rit | 3 | 7 | 5 | 7 | 7 |  |  | 142   | 6º   |

| 2003 | Classe | Moto    |   |   |    |    |   |   |   |   |   |   |   |     |     |   |   |   |  |  | Punti | Pos. |
| ---- | ------ | ------- | - | - | -- | -- | - | - | - | - | - | - | - | --- | --- | - | - | - |  |  | ----- | ---- |
| 2003 | 250    | Aprilia | 5 | 3 | 11 | 18 | 3 | 6 | 2 | 7 | 5 | 7 | 6 | Rit | Rit | 6 | 4 | 8 |  |  | 148   | 6º   |

| 2004 | Classe | Moto    |    |     |   |    |    |    |    |   |   |     |    |   |   |   |     |   |  |  | Punti | Pos. |
| ---- | ------ | ------- | -- | --- | - | -- | -- | -- | -- | - | - | --- | -- | - | - | - | --- | - |  |  | ----- | ---- |
| 2004 | 250    | Aprilia | 10 | Rit | 8 | 12 | 10 | 16 | 10 | 9 | 7 | Rit | 12 | 9 | 4 | 6 | Rit | 4 |  |  | 93    | 10º  |

| 2005 | Classe | Moto      |    |     |     |    |    |    |    |    |     |    |    |    |    |    |    |    |    |  | Punti | Pos. |
| ---- | ------ | --------- | -- | --- | --- | -- | -- | -- | -- | -- | --- | -- | -- | -- | -- | -- | -- | -- | -- |  | ----- | ---- |
| 2005 | MotoGP | Blata WCM | 17 | Rit | Rit | 17 | 18 | 19 | 20 | 17 | Rit | 15 | 20 | 11 | 16 | 16 | 15 | 17 | 16 |  | 7     | 22º  |

| 2006 | Classe | Moto    |  |  |  |  |  |     |     |    |    |    |    |  |  |  |  |  |  |  | Punti | Pos. |
| ---- | ------ | ------- |  |  |  |  |  | --- | --- | -- | -- | -- | -- |  |  |  |  |  |  |  | ----- | ---- |
| 2006 | 250    | Aprilia |  |  |  |  |  | Rit | Rit | 13 | 18 | 12 | NE |  |  |  |  |  |  |  | 7     | 26º  |

| 2012 | Classe | Moto   |  |  |  |  |  |  |  |    |  |  |  |  |  |  |  |  |  |  | Punti | Pos. |
| ---- | ------ | ------ |  |  |  |  |  |  |  | -- |  |  |  |  |  |  |  |  |  |  | ----- | ---- |
| 2012 | MotoGP | Ducati |  |  |  |  |  |  |  | 16 |  |  |  |  |  |  |  |  |  |  | 0     |      |

| Legenda | 1º posto        | 2º posto            | 3º posto            | A punti      | Senza punti        | Grassetto – Pole position Corsivo – Giro più veloce |
| Legenda | Gara non valida | Non qual./Non part. | Ritirato/Non class. | Squalificato | '-' Dato non disp. | Grassetto – Pole position Corsivo – Giro più veloce |

### Campionato mondiale Superbike
| 2006 | Moto     |    |    |    |    |    |    |    |    |  |  |  |  |  |  |  |  |  |  |  |  |  |  |  |  |  |  | Punti | Pos. |
| ---- | -------- | -- | -- | -- | -- | -- | -- | -- | -- |  |  |  |  |  |  |  |  |  |  |  |  |  |  |  |  |  |  | ----- | ---- |
| 2006 | Kawasaki | 19 | 20 | 20 | 22 | 19 | 21 | 18 | 23 |  |  |  |  |  |  |  |  |  |  |  |  |  |  |  |  |  |  | 0     |      |

| Legenda | 1º posto        | 2º posto            | 3º posto           | A punti      | Senza punti        | Grassetto – Pole position Corsivo – Giro più veloce |
| Legenda | Gara non valida | Non qual./Non part. | Ritirato/Non class | Squalificato | '-' Dato non disp. | Grassetto – Pole position Corsivo – Giro più veloce |

### Campionato mondiale Supersport
| 2009 | Moto   |  |  |  |  |    |  |  |  |  |  |  |  |  |  | Punti | Pos. |
| ---- | ------ |  |  |  |  | -- |  |  |  |  |  |  |  |  |  | ----- | ---- |
| 2009 | Yamaha |  |  |  |  | 11 |  |  |  |  |  |  |  |  |  | 5     | 28º  |

| Legenda | 1º posto        | 2º posto            | 3º posto           | A punti      | Senza punti        | Grassetto – Pole position Corsivo – Giro più veloce |
| Legenda | Gara non valida | Non qual./Non part. | Ritirato/Non class | Squalificato | '-' Dato non disp. | Grassetto – Pole position Corsivo – Giro più veloce |